# Rachele Brooke Smith
Pour les articles homonymes, voir Smith.
Rachele Brooke Smith (née le 7 novembre 1987) est une actrice et danseuse américaine. Elle est surtout connue pour avoir joué le rôle de Kate Parker dans la comédie musicale Danse ta vie 2 (2008), Avery dans le cinquième film de la saga American Girls (2009) et également pour être apparue en tant que danseuse dans le film Burlesque (2010).

## Biographie
Rachele a grandi à Phoenix en Arizona avec ses parents Tracy et Kris Smith. Elle est la deuxième sur une fratrie de cinq enfants. En grandissant, Rachele s'est développée une passion pour le ski, le tennis et la break dance. Elle fut diplômée en 2006 et poursuit ses études à l'université de Utah afin d'y étudier la psychologie.
En 2008, elle part s'installer à Los Angeles afin de lancer sa carrière d'actrice et de danseuse. Elle est apparue dans des films tels que : Le Drôle de Noël de Scrooge, 17 ans encore et Alvin et les Chipmunks 2. Elle a ensuite eu le rôle de Ironette dans Iron Man 2 puis elle a eu le rôle d'une danseuse dans le film Burlesque aux côtés de Christina Aguilera.
En 2009, elle a eu son premier grand rôle en jouant le personnage principal, Kate Parker, dans la comédie musicale Danse ta vie 2. Cette même année, elle a eu le second rôle principal dans le cinquième film de la saga American Girls, American Girls 5 aux côtés de Christina Milian.
En 2011, elle est apparue comme danseuse de fond dans un épisode de la série Glee.
De mars 2010 à début 2012, Rachele a été en couple avec l'acteur Tyler Hoechlin.

## Filmographie
- 2008 : Danse ta vie 2 : Kate Parker
- 2009 : American Girls 5 : Avery
- 2009 : Le Drôle de Noël de Scrooge : Une danseuse
- 2009 : Attack At Zombie High : Amber
- 2009 : Alvin et les Chipmunks 2 : danseuse Chipette / Jeanett
- 2009 : Fired Up : une pom-pom girl
- 2009 : 17 ans encore : une pom-pom girl
- 2010 : Iron Man 2 : Ironette
- 2010 : Burlesque de Steve Antin : une danseuse
- 2011 : The Beach Bar : Sara West
- 2011 : Glee : une danseuse (1 épisode)
- 2013 : La Rançon de la gloire (Lip Service) : Sienna Montez
- 2013 : The cloth : Julie
- 2015 : Scream Queens : Muffy St. Pierre-Radwell (1 épisode)
- 2016 : Center Stage: On Pointe : Kate PARKER.
- 2016 : Cold moon : Belinda Hale
- 2016 : Chalk it up : Angelina
- 2016 : Saltwater: Atomic Shark : Gina